# Steven Lisberger
Steven M. Lisberger (New York, 24 aprile 1951) è un regista, produttore cinematografico e sceneggiatore statunitense.

## Biografia
Nato a New York e cresciuto in Pennsylvania. È noto per aver diretto il film Tron e realizzato il franchise insieme con Bonnie MacBird. Nel film Su e giù per i Caraibi (Hot Pursuit, 1987) ha diretto Ben Stiller in uno dei suoi primi ruoli parlati.

## Filmografia
- Fantastic Animation Festival (1977)
- Le olimpiadi della giungla (Animalympics) (1980)
- Tron (1982)
- Computers Are People, Too! (1982)
- Su e giù per i Caraibi (1987)
- Slipstream (1989)
- The Making of Tron (2002)
- Visual Futurist: The Art & Life of Syd Mead (2006)